# National Underwater and Marine Agency
La National Underwater and Marine Agency (NUMA) est une association privée à but non lucratif basée aux États-Unis, de type volontaire et qui a pour but de préserver l'héritage maritime par la découverte, la surveillance et la conservation du patrimoine archéologique sous-marin.
Cette association a été fondée en 1979 par Clive Cussler, romancier et plongeur mondialement connu, qui de plus en est le président.
Elle est indépendante, dépendant essentiellement des royalties perçus sur la vente des livres de Clive Cussler.
La NUMA est à l'origine de nombreuses découvertes d'épaves célèbres. En 1984, elle participe en vain aux recherches dans l'État du Maine, aux États-Unis, pour retrouver l'Oiseau blanc, biplan à bord duquel disparurent les aviateurs français Nungesser et Coli lors de leur tentative de traversée de l'Atlantique en 1927.

## Expéditions de la NUMA
Les expéditions de la NUMA cherchent à se concentrer sur les navires des origines américaines, du début du XIXe siècle jusqu'au début du XXe siècle, spécialement sur les navires de l'Union et de la Confédération de la guerre de Sécession. La NUMA a localisé ou tente de localiser les épaves suivantes :
- HMS Actaeon
- USS Akron
- CSS Alabama
- Alexander Nevski, une frégate à vapeur russe ; échoué près de Thyborøn en 1868 alors qu'il transportait le prince héritier
- CSS Arkansas
- SMS Blücher, un croiseur lourd allemand ; coulé lors de la bataille de Dogger Bank en 1915
- Brutus, une goélette de la marine de la république du Texas
- USS Bonhomme Richard
- USS Carondelet
- RMS Carpathia
- CSS Chicora
- CSS Charleston
- USS Commodore Jones
- USS Cumberland
- USS Cyclops
- CSS Drewry
- HMS Defence, un croiseur cuirassé britannique, coulé durant la bataille du Jutland
- HM Bark Endeavour
- CSS Florida
- CSS Fredericksburg
- CSS Gaines
- CSS General Beauregard
- CSS General Lovell
- General Slocum
- CSS General Thompson
- CSS Governor Moore
- Great Stone Fleet
- Greyhound
- HMS Hawke, un croiseur de première classe britannique, coulé par l'U-boat U-9 allemand en octobre 1914
- USS Housatonic
- H. L. Hunley
- HMS Invincible, un croiseur de combat britannique, coulé à la bataille du Jutland
- Ivanhoe, un forceur de blocus confédéré
- CSS Jamestown
- USS Keokuk
- L'Oiseau Blanc, avion piloté par Charles Nungesser et François Coli qui a péri lors d'une tentative de la traversée de l'Atlantique en 1927
- SS Léopoldville (1928), un transport de troupes belge torpillé au large de Cherbourg en 1944
- Lexington
- Lost Locomotive of Kiowa Creek
- CSS Louisiana
- George Mallory et Andrew Irvine, explorateurs perdus sur le Mount Everest en 1924
- CSS Manassas
- Mary Celeste
- USS Milwaukee
- USS Mississippi
- New Orleans
- Norseman, un forceur de blocus confédéré
- Northampton, un navire cargo confédéré
- Odin, un bateau à vapeur suédois royal qui s'est échoué au Jutland en 1836 avec le premier ministre suédois à son bord
- USS Osage
- CSS Palmetto State
- USS Patapsco
- HMS Pathfinder, un croiseur de reconnaissance britannique
- USS Philippe
- Platte Valley
- Raccoon, un forceur de blocus confédéré
- Rattlesnake, un forceur de blocus confédéré
- HMS Resolution
- CSS Richmond
- Ruby, un forceur de blocus confédéré
- S-35, un destroyer allemand coulé pendant la bataille du Jutland
- Saint Patrick, un forceur de blocus confédéré
- SS Savannah, le premier bateau à vapeur ayant traversé l'océan Atlantique
- HMS Shark, un destroyer britannique coulé pendant la bataille du Jutland
- Stonewall Jackson, un forceur de blocus confédéré
- Sultana, le pire désastre naval en nombre de vie perdues en Amérique du Nord
- Swamp Angel, le canon qui a tiré pendant la guerre de Sécession sur Charleston avant d'exploser
- Torpedo Raft
- Twin Sisters, une paire de canons utilisé contre le général Antonio López de Santa Anna lors de la bataille de San Jacinto[1]
- U-12, coulé par l'HMS Ariel en 1915
- U-20, un U-boat allemand qui a coulé le paquebot RMS Lusitania en 1915 ; s'est échoué sur la côte du Jutland en 1916, abandonné par l'équpage et détruit par le Danemark
- U-21, un U-boat allemand coulé en 1919
- V-48, un destroyer allemand coulé pendant la bataille du Jutland
- USS Varuna
- CSS Virginia, a.k.a. USS Merrimack
- CSS Virginia II
- Virginia Navy Fleet coulé par le Benedict Arnold
- USS Weehawken
- Waratah
- SMS Wiesbaden, un croiseur léger allemand coulé dans le Jutland
- Zavala, un bateau à vapeur de la marine de la république du Texas

## Fiction
La NUMA existe aussi dans les romans de Clive Cussler mais en tant qu'Agence Gouvernementale, dépendant du gouvernement des États-Unis. Elle emploie le héros de Clive Cussler : Dirk Pitt.